# Сильва, Хосе
Хосе Сильва (англ. Jose Silva; 11 августа 1914, Ларедо, Штат Техас, США — 7 февраля 1999, Ларедо) — американский парапсихолог. Создатель Метода Сильва и ESP системы — нетрадиционных, с точки зрения науки, методик, направленных на повышение IQ, развитие экстрасенсорных навыков и способностей к самоисцелению.

## Биография
Хосе Сильва родился в Ларедо, штат Техас, 11 августа 1914 года. Он, его старшая сестра и младший брат были воспитаны их бабушкой. Сильва трудился с самого раннего возраста, продавая газеты, чистя ботинки, и выполняя другую низкооплачиваемую работу. Он никогда не посещал школу, но научился читать и писать, наблюдая как его сестра и брат выполняют домашние задания.
В возрасте пятнадцати лет Сильва научился ремонтировать радиоприёмники и построил на этом успешный бизнес. Он вложил более полутора миллионов долларов в свои исследования в течение 25 лет.
Во время Второй мировой войны Сильва присоединился к Корпусу связи Армии США. На призывной медкомиссии он был осмотрен армейским психиатром. Хосе был заинтригован вопросами психиатра, что вдохновило его начать изучать психологию.
После окончания службы он возобновил свой бизнес по ремонту радиоприёмников. Пять лет спустя с распространением телевидения его ремонтный бизнес начал процветать.
В 1966 году результаты работы Сильва были оформлены в Метод Сильва — систему контроля над мышлением и управления эмоциями . Через некоторое время была организована  сеть центров по всему миру (по некоторым данным — в 20 странах на 37 языках), в которых сертифицированные преподаватели обучали желающих Методу Сильва. Число прослушавших курсы исчисляется миллионами.
Сильва умер в феврале 1999 года.

## Создание «Метода Сильва»
Хосе Сильва не имел специального психологического образования. Мало того, он не закончил даже начальную школу. В создании метода ему помог жизненный опыт, природная любознательность и трудолюбие.
Сильва по происхождению был мексиканцем и это, в тогдашней Америке, автоматически ставило его в положение гражданина «второго сорта». Ситуация усложнялась ещё и катастрофической бедностью его семьи и тем, что в раннем детстве Хосе лишился отца. Мечта о школьном образовании так и осталась мечтой — заработка девятилетнего чистильщика обуви для этого не хватало и все свои огромные знания, которые потом было использованы в создании метода, он приобретал самостоятельно. Возможно, это также сыграло положительную роль в создании его революционного метода — Хосе всегда скептически относился к так называемым «общеизвестным истинам».
Борьба за выживание закончилась победой — в свои тридцать лет (а именно тогда, в 1944 году, началась его работа над созданием метода) Хосе уже был преуспевающим предпринимателем, собственником радиомастерской и главой большой семьи — каждый год в семье Сильвы рождался ребёнок. Для многих людей это могло бы стать вершиной жизненных достижений, но не для Хосе Сильвы. Он решил создать систему, которая помогла бы его детям лучше учиться и, соответственно, получать лучшие оценки в школе. Это побудило его всерьёз заняться психологическим самообразованием. Двадцать пять лет Хосе посвятил своим исследованиям, во время которых пришлось пережить и горечь поражений, и неосуществлённые надежды, и иронические улыбки сограждан (радиомеханик-психолог — ну разве это не смешно?), и игнорирование, а потом и откровенную враждебность со стороны официальной науки (радиомеханик — психолог — кто дал ему право?). Это враждебное отношение не исчезло и после его смерти. Имена близких друзей и единомышленников Хосе — Милтона Эриксона, Фрица Перлза и Вирджинии Сатир, ставших пионерами в создании новой области психологии — психологии изменений, присутствуют в каждом справочнике и учебнике психологии, но имени Хосе Сильвы, автора наибольшей и популярнейшей в мире школы 
самообразования, там нет.
Но на протяжении этих двадцати двух лет было и другое — творческие достижения, исследования и открытия, которые помогли сформировать гениально простую и целостную систему психологического самообразования, известную теперь как Метод Сильвы.
В 1965 году, ещё не избавившись от определённых иллюзий, Хосе Сильва предложил свою систему американскому правительству, которое, от неё легкомысленно отказалось. И тогда Хосе Сильва взялся своими силами пропагандировать свой метод, что, не считаясь с нехваткой средств, отсутствием опыта рекламной деятельности и связей, удалось ему удивительно легко (ещё один из парадоксов Метода Сильвы) и уже через несколько лет его семинары приобрели популярность во всех штатах Северной Америки, а также во многих странах Европы, Азии и Латинской Америки.
Свои опыты и наблюдения Хосе начал, имея целью улучшить успеваемость собственных детей. Первый семинар курса Самоконтроля Мышления состоялся в техасском городке Амарилло в декабре 1966 года. Постепенно Метод развился, а параллельно развилась сеть представителей и преподавателей. В своё время окончили курсы Метода Сильвы Луиза Хей, Ричард Бах, Дипак Чопра, Карл Саймонтон и другие люди. К моменту смерти Хосе удалось создать хорошо работающую организацию со строгой иерархической структурой. Одним из известнейших популяризаторов метода Сильвы считается Роберт Б. Стоун. Он является соавтором многих книг с Хосе Сильвой, преподавал метод в Японии, Новой Зеландии и Таиланде. Роберт автор бестселлера «Найтингейл-Конант», аудио-программы по методу «Сильва».
После начала деятельности курсов к Хосе были предъявлены судебные иски со стороны официальной медицины за занятие медицинской практикой без лицензии. Суд вынес приговор в пользу Сильвы.